# Eleonora Goleń

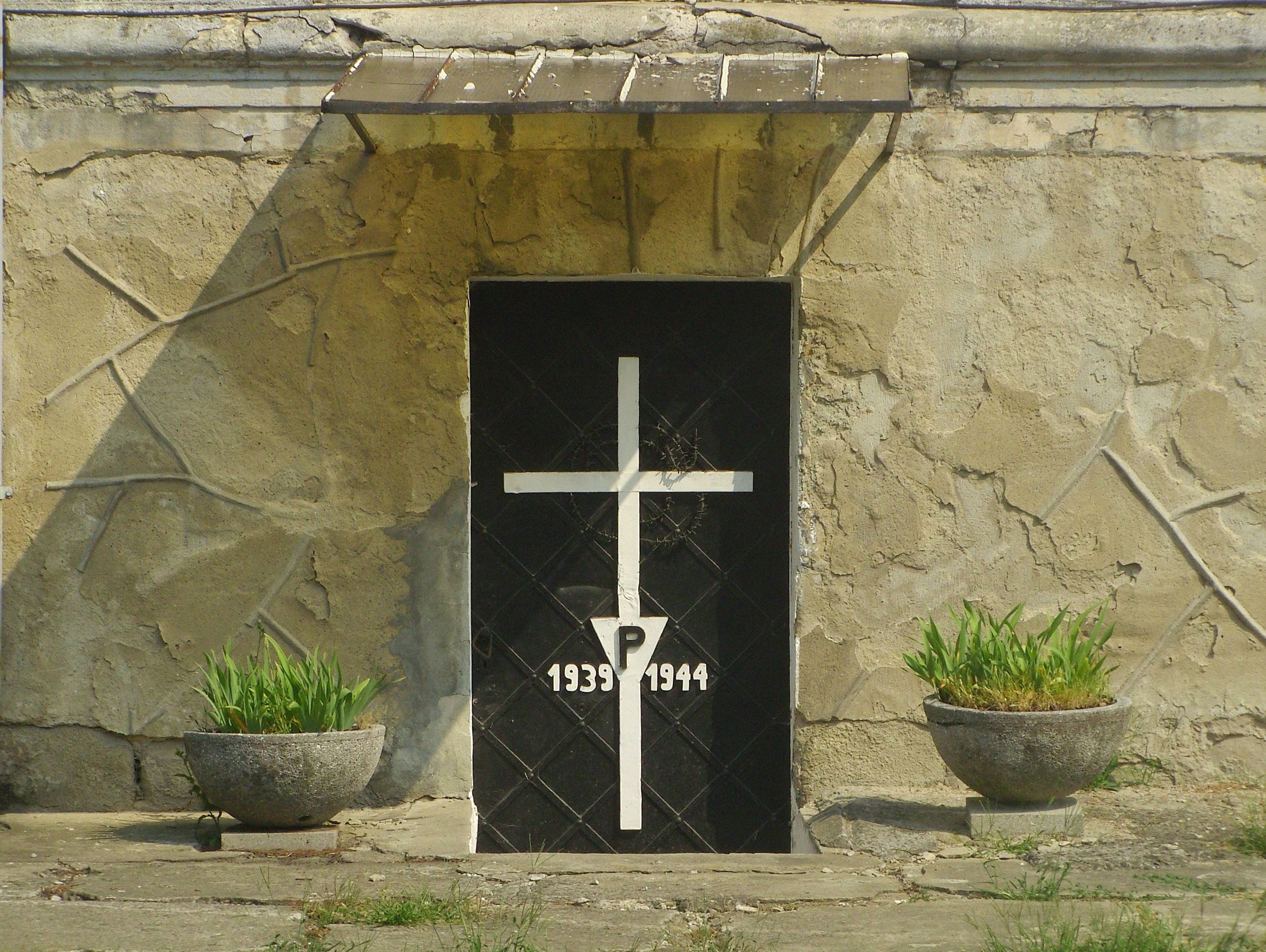
Więzienie Gestapo w Jaśle, w którym uwięziono Eleonorę Goleń

Eleonora Goleń z domu Wojnarowicz (ur. 1908 w Wójtowej koło Biecza, zm. 1943 w Jaśle) – Polka, rozstrzelana za pomaganie Żydom w czasie II wojny światowej i okupacji niemieckiej. 

## Życiorys
Eleonora Goleń urodziła się 7 kwietnia 1908 r. w Wójtowej koło Biecza. Była piątym dzieckiem w rodzinie Karola Wojnarowicza i Anny z domu Rewisińskiej. W wieku 20 lat wyszła za Stanisława Golenia. Mieszkali w Niegłowicach i w Harklowej.
W 1942 roku podczas okupacji niemieckiej w Polsce postanowili pomóc żydowskiej rodzinie Parzyczewskich. Eleonora przedstawiała dziewczynkę jako córkę siostry Stanisława Golenia, Heleny, która z mężem zaginęła w czasie wojny na wschodzie Polski.
W grudniu 1942 r. Eleonora Goleń i młoda Żydówka Alina (lub Anna) Parzyczewska zostały aresztowane przez Gestapo i przewiezione do więzienia w Jaśle.
Dziewczynkę rozstrzelano 10 grudnia 1943 roku. Eleonora poddana została miesięcznemu śledztwu.
5 stycznia 1943 r. została rozstrzelana pod murem więzienia w Jaśle. Była to egzekucja pokazowa. Wcześniej niemieccy oprawcy poniżali Eleonorę, pokazując mieszkańcom, co grozi za udzielanie schronienia Żydom.
Nie pozwolono zabrać ciała rodzinie. Miejsce pochówku Eleonory nie jest znane.

## Upamiętnienie

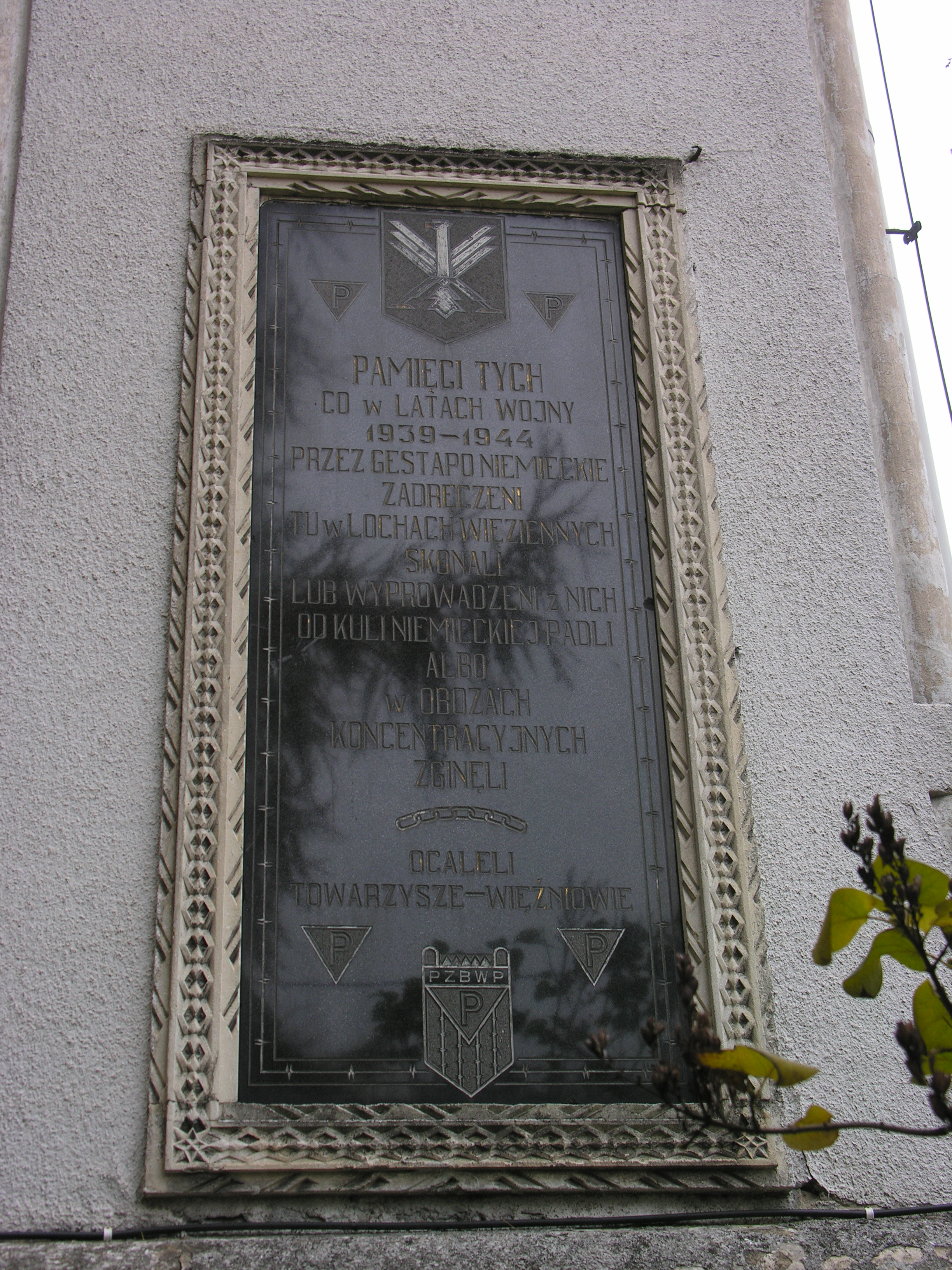
Tablica upamiętniająca ofiary Gestapo w Jaśle, w tym rozstrzelaną Eleonorę Goleń

Eleonora Goleń jest wymieniona wśród ofiar terroru okupanta niemieckiego na pomniku w rodzinnej wsi Wójtowej.
Tablicę poświęconą Eleonorze Goleń i innym mieszkańcom powiatu jasielskiego ratującym Żydów odsłonięto na budynku Sądu Rejonowego w Jaśle.

## Odznaczenia
W 2010 roku Eleonora Goleń została pośmiertnie odznaczona Krzyżem Komandorskim Orderu Odrodzenia Polski przez prezydenta Lecha Kaczyńskiego a jej mąż Stanisław Goleń otrzymał takie samo odznaczenie 6 października 2017 roku od Prezydenta RP Andrzeja Dudy.